# 바로팜
주식회사 바로팜(영어: BaroPharm)은 약국 경영 플랫폼 기업이다.

## 역사
2019년 현직 약사인 김슬기 대표와 신경도 최고운영책임자(COO)가 공동창업하였다.